# Kuniewicze
Kuniewicze (biał. Куневічы, Kuniewiczy; ros. Куневичи, Kuniewiczi) – wieś na Białorusi, w obwodzie grodzieńskim, w rejonie korelickim, w sielsowiecie Rajca.

## Historia
Pod zaborami dwa folwarki. W II Rzeczypospolitej wieś i folwark.
W XIX i w początkach XX w. położone były w Rosji, w guberni mińskiej, w powiecie nowogródzkim, w gminie Horodyszcze.
W dwudziestoleciu międzywojennym leżały w Polsce, w województwie nowogródzkim, w powiecie nowogródzkim, w gminie Cyryn. W 1921 wieś liczyła 89 mieszkańców, zamieszkałych w 17 budynkach, wyłącznie Polaków. 77 mieszkańców było wyznania prawosławnego i 12 rzymskokatolickiego. Folwark liczył zaś 17 mieszkańców, zamieszkałych w 1 budynku, wyłącznie Polaków wyznania rzymskokatolickiego.
Po II wojnie światowej w granicach Związku Sowieckiego. Od 1991 w niepodległej Białorusi.